# 金嶺寺 (台東区)
金嶺寺（こんれいじ）は、東京都台東区にある天台宗の寺院。

## 歴史
1611年（慶長16年）に開山された。一説では、1640年（寛永17年）に天海によって開山されたともいう。開基は「江戸鍛冶の司某」とあり、天海は鍛冶職人のために金山権現を勧請したという。
かつては、恵心僧都源信作の本尊阿弥陀如来、慈覚大師円仁作の不動明王や如意輪観音などの寺宝があった。しかし上野戦争の兵乱により焼失してしまった。その後、寛永寺塔頭「常照院」の阿弥陀如来を迎え本尊とし、1894年（明治27年）に本堂が再建された。

## 文化財
- 庚申塔1基（台東区有形文化財 平成19年3月登載）[3]

## 墓地
- 北爪有卿（書家）
- 高田実（俳優）
- 原ひさ子（女優）

## 交通アクセス
- 千代田線根津駅より徒歩約7分（経路案内）。
- 千代田線千駄木駅より徒歩約10分（経路案内）。
- 日暮里駅より徒歩約12分（経路案内）。